# Matthew Holland (Fußballtrainer)
Matthew Mark Holland (* 12. Juli 1988 in Rhondda Cynon Taf) ist ein walisisch-nordirischer Fußballtrainer und Funktionär.

## Als Trainer
Matt Holland startete seine Trainerlaufbahn als 20-jähriger im Nachwuchs von Cardiff City und war dort vier Jahre aktiv. Anschließend arbeitete er in Asien für den thailändischen Verein Buriram United sowie beim National Football Development Programme of Malaysia. 2015 betreute er als Co-Trainer die thailändischen Klubs Army United und Port FC. Zum Jahresende war er in gleicher Position beim Bengaluru FC in der Indian Super League tätig, ehe Holland dann seinen ersten Cheftrainerposten beim Nongbua Pitchaya FC in der zweiten thailändischen Liga antrat. Seit 2022 arbeitet er erneut beim Port FC als Co-Trainer und wurde dort am 14. November 2022 zum Interimstrainer benannt.

## Als Funktionär
Bisher arbeitete Holland als Funktionär bei den thailändischen Vereinen Ubon United  (2015), Buriram United (2016–2019; Technischer Direktor) sowie bei Perlis FA aus Malaysia (2019; Sportlicher Leiter) und Lee Man FC aus Hongkong (2020–2022; Leiter des Nachwuchszentrums).